# Dobri djał
Dobri djał (bułg. Добри дял) – wieś w Bułgarii, w obwodzie Wielkie Tyrnowo, w gminie Laskowec. W 2024 roku liczyła 1061 mieszkańców.

## Zabytki
We wsi znajduje się twierdza bizantyjska V–VI w. Twierdza i wzgórze, na którym się znajduje, nosi nazwę „Michnewa mogiła”. Twierdza zbudowana jest z kamienia łupanego, łączonego białą zaprawą. Lico muru zbudowane jest z ciosanego kamienia. Grubość muru wynosi około 2–2,3 m. Twierdza ma kształt elipsy wydłużonej w kierunku północ-południe, o długości około 75 m i szerokości około 58 m. Jedyna brama twierdzy znajduje się od południa, gdyż usytuowana była w jedynej wieży fortyfikacji, tworząc tym samym wieżę-bramę. Wieża ma plan równobocznego trapezu o wymiarach 9x10 m u podstawy i 9 m po bokach. Grubość murów waha się od 1,8 m do 1,9 m, a konstrukcja jest identyczna jak muru, czyli ciosany kamień, spoinowany zaprawą zmieszaną z kruszoną cegłą. Wejście do wieży usytuowano pośrodku fundamentów o szerokości 2 m.